# Neubing
Neubing ist eine Ortschaft in der Katastralgemeinde und Marktgemeinde Bischofstetten, Niederösterreich.

## Geografie
Das Dorf Neubing liegt einen halben Kilometer östlich von Bischofstetten und ist über die Landesstraße L5385 erreichbar. Am 1. Jänner 2024 zählte die Ortschaft 32 Einwohner.

## Geschichte
Im Franziszeischen Kataster von 1821 ist Neubing mit einem Vierkanthof und weiteren Gehöften verzeichnet. Laut Adressbuch von Österreich war im Jahr 1938 in Neubing ein Landwirt mit Direktvertrieb ansässig.